# 九頭竜川
九頭竜川（くずりゅうがわ）は、日本の福井県の嶺北地方を流れる一級河川。九頭竜川水系の本流。流域面積2,930km2は福井県の面積の約70%にあたり、県のシンボルの一つとされている。

## 地理
大野市東市布の岐阜県との県境にある油坂峠（717m）付近に源を発し、九頭竜ダムを経て岐阜県郡上市から流れる石徹白川を合わせる。大野盆地･勝山盆地を北西に進み、福井平野にて日野川を合わせ北進、坂井市で日本海に注ぐ。

## 流域の自治体
本川
- 福井県 - 大野市、勝山市、吉田郡永平寺町、福井市、坂井市

支流のみ
- 岐阜県 - 郡上市
- 福井県 - 南条郡南越前町、越前市、鯖江市、丹生郡越前町、今立郡池田町、あわら市

なお、流域の岐阜県部分はすべて、1958年に福井県から分割編入となった区域である。

## 語源
諸説があり、定かではない。
- 『越前名蹟考』によると、寛平元年（889年）6月、平泉寺の白山権現が衆徒の前に示現され、その尊像を川に浮かばせたところ、一身九頭の竜が現れ、尊像を頂くように流れに下って、黒龍大明神の対岸に着かれた[4]。このことから古名は「黒龍川」（くつれうかわ）と呼ばれ、九頭竜川に転じたとされている[4]。「黒龍（川）」を九頭竜川の別名として使用されることがある[5][6]。
- 『国主記』によると、承平の頃（931年頃）に国土を守るために国の四隅、すなわち東は常陸の鹿島、西は安芸の厳島、南は紀伊の熊野、北は越前の崩山に四神が置かれた。この崩山の黒龍大明神の祭神は黒龍王であり、その前を流れる川を「黒龍川」と呼ばれた。
- 荘園当時に記された『大乗院寺社雑事記』（1480年）の絵図に「崩川」という名前が見られ、『太平記』には黒竜神社を「クズレ明神」と記されて、時を経て九頭竜川と転じた。

## 九頭竜川開発史
九頭竜川は急峻な地形の上に上流の奥越地域は多雨地帯であること、また中流部の鳴鹿地区から扇状地となり、放射状に流れが変遷していたことから、有史以来氾濫を繰り返し「崩れ川」と呼ばれるほどであった。その一方、有数の穀倉地帯でもあり、古代より治水・利水のための開発が繰り返し行われてきた。

### 越前支配の要・十郷用水
古代には福井平野は大きな湖であり、洪水のたびに水害が起きていた。5世紀から6世紀に掛けて越前を支配していた男大迹王（継体天皇）は九頭竜川河口を広くして湖の水を海に出やすくしたといわれている。継体天皇が九頭竜川治水の先駆者であると現在でも伝えられている。奈良時代に入ると東大寺領の墾田が数多く開墾され、利水のための用水路整備が始まった。766年の溝江における用水が九頭竜川の利水の端緒といわれている。
下る平安時代末期の保元年間（1156年 - 1159年）、越前国惣追捕使・藤原国貞は九頭竜川流域の灌漑を図るため鳴鹿地区より用水路を掘削・取水した。これが十郷用水である。鎌倉時代以降は十郷用水を中心とした利水開発が主体となった。1515年、越前守護・朝倉孝景は十郷用水の支配に乗り出し運用に関する詳細な規定を定めた。その後朝倉氏を滅ぼした織田信長は北陸総司令官として柴田勝家を越前に封じたが、勝家は「十郷用水条々」を1578年に制定。更なる運用規定を定めた。一方治水に関して手付かずに近い状況であった。

### 福井藩による治水・利水事業
関ヶ原の戦いの戦功により越前北ノ庄68万石の太守となった結城秀康（徳川家康次男）は、重臣を要衝に配置し加賀前田氏の押さえとなった。秀康は北ノ庄を福井と改め、福井藩の藩祖となるが藩政確立のための領内整備を行った。特に治水・利水においては家老・本多富正の功績が大きい。富正は家康の重臣・本多重次（作左衛門）の養子で秀康付きの家老となった人物である。
彼は福井城外堀への引水と城下の上水道・灌漑を目的に九頭竜川から日野川まで芝原用水を開削、日野川筋にも関ヶ鼻用水を開削して新田開発を促進した。また、九頭竜川本川に「元覚堤」、日野川に「昼夜堤」を建設して中世には放置同然であった治水にも力を注いだ。この他家老の一人今村盛次は十郷用水の公正な配水慣例を制定し、以後この慣例にしたがって十郷用水の水利権は履行された。
これ以降も洪水を起こす九頭竜川の治水は藩政として続き、1796年（寛政8年）には木部輪中が造成された。幕末、松平慶永（春嶽）は混乱期の中においても九頭竜川の治水計画を策定し、1869年（明治2年）より大規模な引堤に着手したが1871年（明治4年）の廃藩置県によって計画は頓挫した。

### 明治の大改修と水力発電
明治に入り、内務省はお雇い外国人による河川改修を木曽川や淀川など全国で実施した。その中心となったのがG.A.エッセルとヨハニス・デ・レーケであるが、彼らは九頭竜川流域でも治水工事を指導監督した。具体的には沈床工・護岸工の設置、土砂堆積が問題だった三国港改修のための突堤整備と九頭竜川導流堤の建設である。その後も1900年（明治33年）に足羽川放水路開削事業が開始されるなど治水事業は継続されたが、1906年（明治39年）の大水害を契機に国策での河川整備の要望が高まった。九頭竜川は1908年（明治41年）に内務省直轄河川事業に指定されたが、春江堤防・東藤島堤防築堤などの「明治の大改修」事業の完成までには杉田定一の尽力によるところが大きい。
一方、絹織物産業などの殖産興業の発達により電力需要も増大し、急流で水量の豊富な九頭竜川は水力発電の適地として次第に電源開発が行われていった。1899年（明治41年）、京都電燈が足羽川に水路式発電所である宿布水力発電所を建設したのが始まりであるが、1909年（明治44年）越前電気は同じ足羽川に持越水力発電所を建設した。これにより絹織物業の力織機動力源の確保や、1914年（大正3年）に営業運転を開始した京福電気鉄道への電力供給が可能となった。電源開発は九頭竜川本川にも波及し、1919年（大正8年）から1923年（大正12年）にかけては西勝原第1・第2発電所が建設され、九頭竜川水系における大規模電源開発の嚆矢となった。

### 鳴鹿から始まる国営農業水利事業
戦後に入ると、食糧増産のための施策として農林省（現在の農林水産省）は1948年（昭和23年）より国営九頭竜川農業利水事業に着手した。十郷用水と芝原用水の安定した水供給を図るために鳴鹿地先に鳴鹿堰堤を1954年（昭和29年）建設した。当時は固定堰であったが1964年（昭和39年）に国営九頭竜川第2農業水利事業が着手されるにおよび、1966年（昭和41年）に鳴鹿堰堤は可動堰へと改造された。しかし、老朽化の進行や水需要の再分配、大野市の上水道需要の増大等から堰の改良が必要となり、1989年（平成元年）より建設省近畿地方建設局（現在の国土交通省近畿地方整備局）によって鳴鹿堰堤再開発事業、九頭竜川鳴鹿大堰の建設が開始された。堰は2003年（平成15年）に完成し、灌漑のほかに洪水調節・不特定利水・上水道を目的とした多目的ダムとなった。

### 福井大震災と昭和の大改修
1948年6月28日、福井市を震度7級の激震が襲った。この福井地震により市街地は壊滅的被害を受けたが、それに追い討ちを掛けるように同年7月25日には集中豪雨により、上志比村左岸の堤防が決壊。福井市内は冠水して再起不能寸前に陥った。当時の福井市長熊谷太三郎が、福井市内の浸水被害から河川への排水を重要視、建設省などに治水のための予算配分などを要望した。結果、福井市内などに排水機場や排水樋門などの整備が進行、また足羽川放水路の改良工事などの大改修を行った。
この熊谷による治水事業は、杉田定一の「明治の大改修」に比肩するものとして「昭和の大改修」と呼ばれた。この改修事業で福井市は災害から復興を始めることができた。また、九頭竜川は鳴鹿地点で分流しそれぞれ表川・裏川と呼ばれたが、洪水調節と農地開墾のために表川を本川として裏川を締め切ることになり、1968年（昭和43年）に締め切り工事は完成し流路は一本化された。

### 奥越地域総合開発事業
九頭竜川の電源開発は戦後北陸電力や電源開発によって上流部に発電用ダムの建設計画が進められた。一方、1959年（昭和34年）の伊勢湾台風や1961年（昭和36年）の第2室戸台風による水害を契機に建設省も九頭竜川水系の総合開発計画を策定した。すでに福井県によって1951年（昭和26年）より真名川総合開発事業が始まり、笹生川ダム（1957年完成）や雲川ダム（1956年完成）が建設されていたが、九頭竜川本川上流部に大規模な多目的ダムの建設を骨子とした九頭竜川総合開発事業が1961年より着手された。これにより水系最大のダムである九頭竜ダムが建設され、発電施設として揚水発電である長野発電所や鷲ダム・仏原ダム・山原ダム・石徹白ダムが相次いで建設された。
だが1965年（昭和40年）明治以後では最悪の水害・奥越豪雨が流域を襲った。この時には上流で3日間で1,044mmの猛烈な豪雨が降り注ぎ、笹生川ダムは堤頂全体から越水し決壊の危機に襲われ、下流の西谷村（現在の大野市）中島地区は壊滅的な被害を受け集団移転の憂き目に遭った。
さらに九頭竜川でも勝山市内で堤防が決壊。住宅5棟、工場1棟が流出、住宅3棟が半壊した。
こうしたことから建設省は九頭竜川水系工事実施基本計画を1968年に改訂、この中で更なる洪水調節を図るため真名川ダムの建設に着手、1978年（昭和53年）に完成した。支流においても福井県によって日野川総合開発事業・竹田川総合開発事業などが実施され、広野ダム・桝谷ダム・龍ヶ鼻ダム・永平寺ダム・浄土寺川ダムなどが完成。現在、吉野瀬川ダムが建設中である。

### 公共事業見直しと平成16年7月福井豪雨
1990年代の公共事業見直しの風潮は九頭竜川水系にも及んだ。その最大の焦点となったのが足羽川ダムである。1983年（昭和58年）より福井県より事業継承した建設省が足羽川本川に計画した高さ80mの重力式コンクリートダムである足羽川ダムは、水没世帯数188戸におよび激しい反対運動が巻き起こった。本体着工が実施されない状態で1997年、建設省の諮問機関である「九頭竜川流域委員会」・「足羽川ダム建設事業審査委員会」が現行でのダム建設は認められないという答申を出したため建設は凍結された。
その後建設省は福井市などの流域自治体に代替案を提示し、判断を求めた。その賛否両論が渦巻くさなかの2004年（平成16年）7月、平成16年7月福井豪雨が発生した。この豪雨により足羽川流域に記録的な水害が発生、福井市内で堤防が決壊し福井市街中心部が浸水したのを始め足羽川流域を中心に死者5人、浸水戸数14,172戸と甚大な被害となり、激甚災害に指定された。その一方で、足羽川より総雨量の多かった筈の真名川流域では真名川ダムの洪水調節により下流の大野市では被害がなかった。この事実と水害の被害の惨たる様は福井市など流域自治体の行政のみならず被災住民にも大きな衝撃を与え、ダムによる抜本的治水対策が要望されることとなった。
これを受け国土交通省は足羽川支流の部子川に高さ96.0mの重力式コンクリートダムを建設することで、旧ダム案と同様の洪水調節能力と住民の犠牲があらゆる代替案よりも軽微になることから、2006年（平成18年）より平常時は貯水しない治水専用ダムとして足羽川ダム建設事業は再開された。いったんは計画凍結されたダムが復活することは極めて異例であるが、住民のニーズに応えた形で公共事業が再評価されたモデルケースであり、観念的な反対論を排除した客観的検討によって関係者が議論した方法であるといわれている。その一方で日本共産党や全国の公共事業に対し厳しい監視を行っている「国土問題研究会」は足羽川ダム建設には反対し、従来どおりの堤防などによる治水対策を訴えている。ただし、現在のところ流域市町村や豪雨被災住民、そして当の水没予定地域に住む住民はダム建設に賛成の意思を示しており、ダム反対派は不利な状況下にある。今後は水没地域住民への補償の充実性や地域振興への国土交通省の対応が焦点となっている。

## 九頭竜川水系の主要河川
- 石徹白川
- 真名川 - 雲川
- 滝波川
- 永平寺川
- 日野川 - 足羽川
- 竹田川

## 九頭竜川水系の河川施設
九頭竜川水系で残存する最初の河川施設は、保元年間に藤原国貞が開削した十郷用水である。この用水は後に代々の越前支配者により管理される重要な施設となった。灌漑施設は戦後、用水の水源である鳴鹿に鳴鹿堰堤が1954年（昭和29年）に建設されることで近代化した。水力発電は1899年（明治41年）に京都電燈が足羽川に発電所を建設したのが始まりで、戦後には大規模な水力発電計画が北陸電力や電源開発により進められるが、水利権の問題で紛糾した。建設省（現在の国土交通省）は調停に乗り出す一方、伊勢湾台風による水害を機に九頭竜川の総合開発に乗り出し、ここに治水と電源開発が一体となった「奥越総合開発計画」が動き出す。1965年（昭和40年）の奥越豪雨によって未曾有の災害を受け、計画は修正されて現在九頭竜川はダム・堰が一体化した管理を行っている。

### 河川施設一覧
| 一次 支川名 （本川） | 二次 支川名 | 三次 支川名 | ダム名           | 堤高 (m) | 総貯水 容量 (千m3) | 型式         | 事業者              | 備考   |
| -------------------- | ----------- | ----------- | ---------------- | -------- | ------------------ | ------------ | ------------------- | ------ |
| 九頭竜川             | －          | －          | 九頭竜ダム       | 128.0    | 353,000            | ロックフィル | 国土交通省 電源開発 |        |
| 九頭竜川             | －          | －          | 鷲ダム           | 45.0     | 9,650              | 重力式アーチ | 電源開発            |        |
| 九頭竜川             | －          | －          | 仏原ダム         | 48.6     | 3,723              | 重力式       | 北陸電力            |        |
| 九頭竜川             | －          | －          | 九頭竜川鳴鹿大堰 | 5.7      | 742                | 可動堰       | 国土交通省          |        |
| 石徹白川             | －          | －          | 石徹白ダム       | 32.0     | 917                | 重力式アーチ | 電源開発            |        |
| 石徹白川             | －          | －          | 山原ダム         | 23.0     | 900                | 重力式       | 電源開発            |        |
| 真名川               | －          | －          | 笹生川ダム       | 76.0     | 58,806             | 重力式       | 福井県 北陸電力     |        |
| 真名川               | －          | －          | 真名川ダム       | 127.5    | 115,000            | アーチ式     | 国土交通省 北陸電力 |        |
| 真名川               | 雲川        | －          | 雲川ダム         | 39.0     | 1,490              | アーチ式     | 福井県              |        |
| 浄土寺川             | －          | －          | 浄土寺川ダム     | 72.0     | 2,160              | 重力式       | 福井県              |        |
| 滝波川               | －          | －          | 小原ダム         | 35.5     | 152                | 重力式アーチ | 北陸電力            |        |
| 滝波川               | －          | －          | 滝波ダム         | 30.3     | 426                | ロックフィル | 福井県              |        |
| 永平寺川             | －          | －          | 永平寺ダム       | 55.0     | 770                | 重力式       | 福井県              |        |
| 馬戸谷川             | －          | －          | 総ヶ谷ダム       | 32.4     | 236                | アース       | 福井県              |        |
| 日野川               | －          | －          | 二ッ屋分水堰     | 24.7     | －                 | 重力式       | 農林水産省          |        |
| 日野川               | －          | －          | 広野ダム         | 63.0     | 11,300             | 重力式       | 福井県 北陸電力     |        |
| 日野川               | －          | －          | 松ヶ鼻頭首工     | －       | －                 | 固定堰       | 福井県              |        |
| 日野川               | 桝谷川      | －          | 桝谷ダム         | 100.4    | 24,200             | ロックフィル | 農林水産省 福井県   |        |
| 日野川               | 吉野瀬川    | －          | 吉野瀬川ダム     | 59.5     | 7,900              | 重力式       | 福井県              | 建設中 |
| 日野川               | 足羽川      | －          | 足羽川頭首工     | －       | －                 | 固定堰       | 福井県              |        |
| 日野川               | 足羽川      | －          | 足羽川放水路     | －       | －                 | 放水路       | 国土交通省          |        |
| 日野川               | 足羽川      | 部子川      | 足羽川ダム       | 96.0     | 28,700             | 重力式       | 国土交通省          | 建設中 |
| 開谷川               | －          | －          | 開谷ダム         | 25.0     | 107                | ロックフィル | 福井県              |        |
| 竹田川               | －          | －          | 龍ヶ鼻ダム       | 79.5     | 10,200             | 重力式       | 福井県 北陸電力     |        |

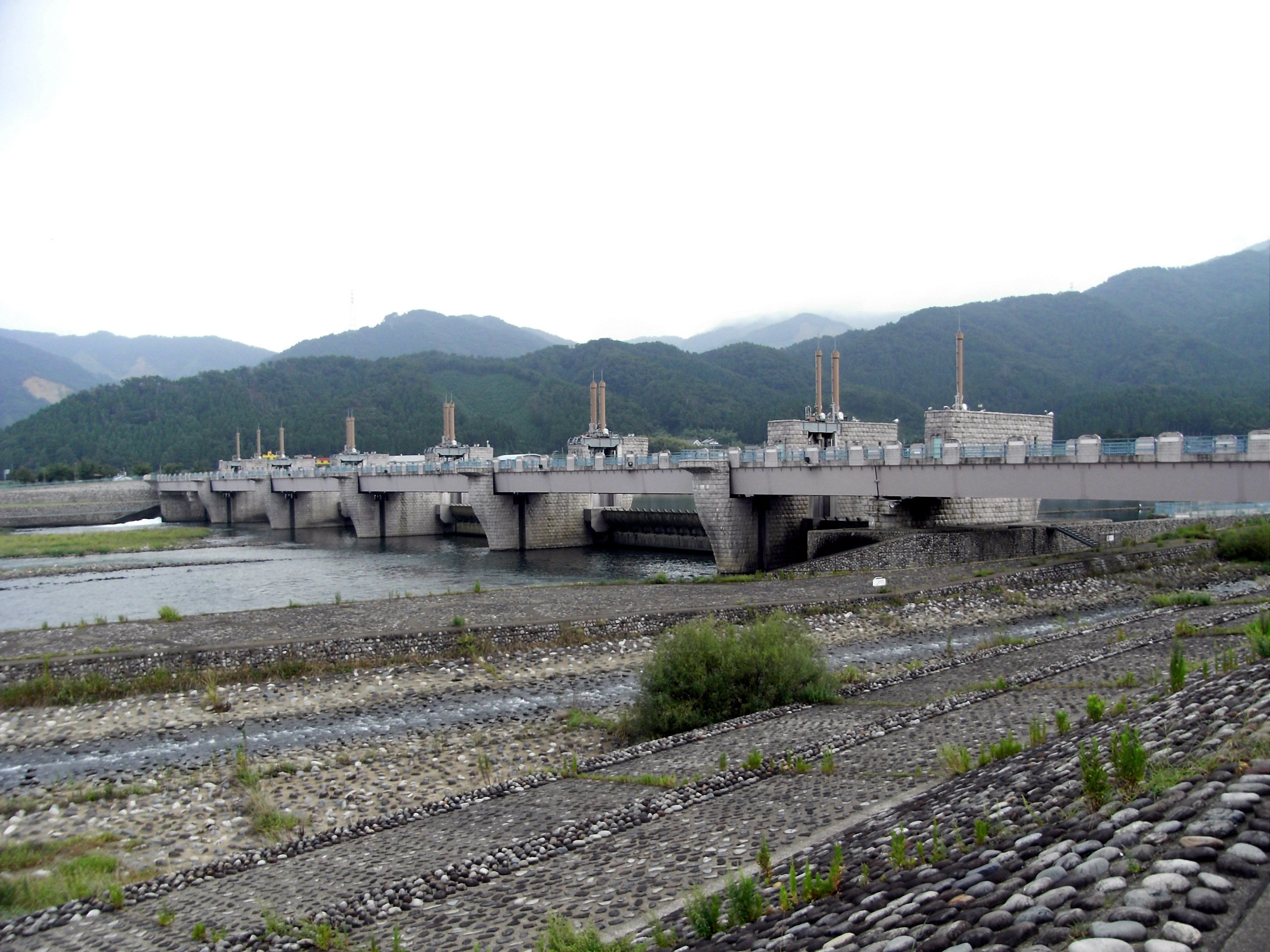
九頭竜川鳴鹿大堰

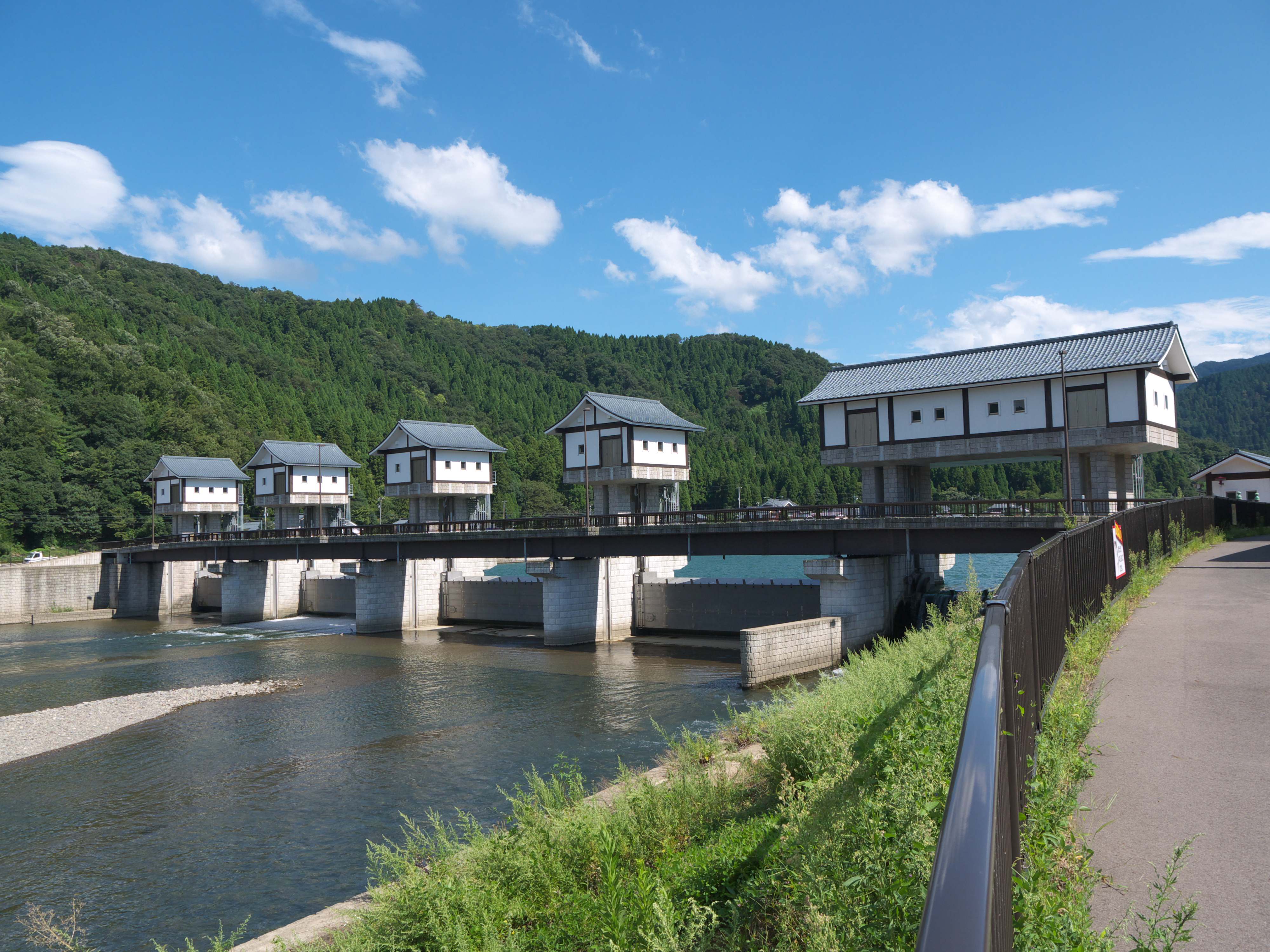
足羽川頭首工（足羽川）

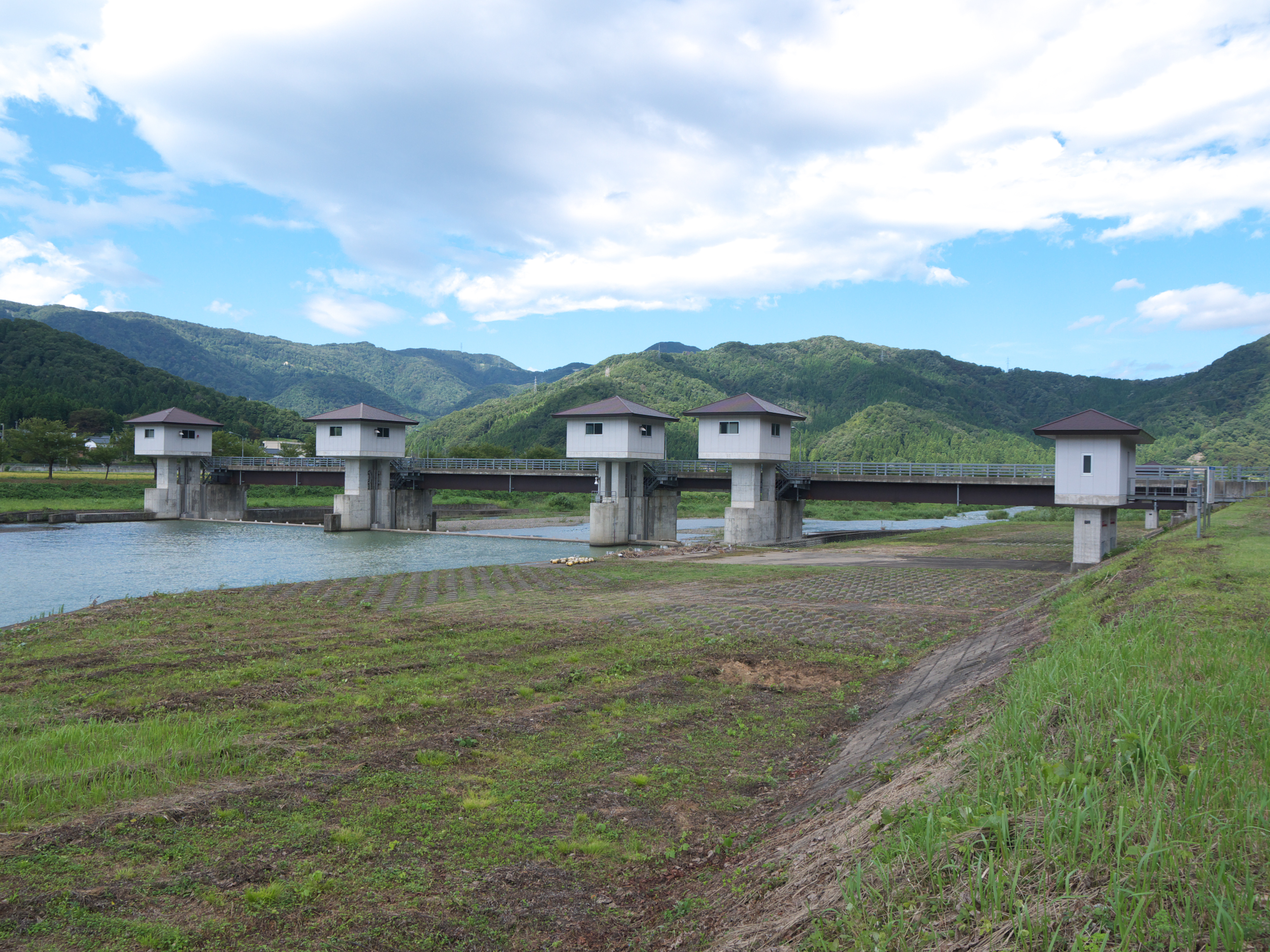
八乙女頭首工（日野川）

（注）：黄色欄は建設中もしくは計画中のダム（2022年時点）。

## 三国競艇場（旧）
三国競艇場は開設時の1953年から1968年まで、九頭竜川の河口部にほど近い河川敷堤内地に所在し、競艇レースを実施していた。1966年の九頭竜川一級河川昇格に伴い建設省より移転通達が出されたことで、1968年に三国町池上（現在の坂井市三国町池上）と芦原町舟津（現在のあわら市舟津）に跨がる現在地へと移転した。そもそも当時の三国町が競艇事業を始めるきっかけになったのも、九頭竜川から流れ出る土砂で河口に位置する三国港（現在の福井港三国港地区）が埋そくされるため、その浚渫事業の費用を償還するためのものであった。
この九頭竜川河口時代の競艇場は、全国でも数少ない河川水面の競艇場であったが、『九頭竜の三角波』といわれる特有の波が発生する全国屈指の高難度の競走水面として名高く、選手も恐れる競艇場として知られていた。

## 九頭竜川にちなんだ作品など
楽曲
- 九頭竜川（2016年、五木ひろし） - 石原慎太郎が作詞した「思い出の川」との両A面シングルで[12][13]、同年12月31日放送の『第67回NHK紅白歌合戦』での歌唱曲となった[14][15]。また、2018年には、この「九頭竜川」の歌詞が刻まれた石碑が大野市の箱ケ瀬橋（夢のかけはし）付近に建立されている[16]。

清酒
- 黒龍 - 吉田郡永平寺町の酒造メーカー「黒龍酒造」が醸造・販売する日本酒の銘柄[4][5][6]。九頭竜川の別名「黒龍川」にちなんでいる[4]。